# انتخابات الرئاسة البرازيلية 1989
انتخابات الرئاسة البرازيلية 1989 هي الانتخابات الرئاسية التي جرت في 15 نوفمبر 1989، في البرازيل، لانتخاب رئيس البرازيل، فاز بالانتخابات فيرناندو كولور ميلو.